# El sol y la rabia: Biografía de Reincidentes
El sol y la rabia: Biografía de Reincidentes es un libro escrito por Kike Turrón y Kike Babas en el que se describe la historia de los primeros 20 años de vida de Reincidentes, considerada una de las bandas de referencia del rock en España.[cita requerida]
Fue lanzado en el 2007 al mismo tiempo que la formación sacaba al mercado su decimocuarto álbum de estudio: Dementes y fue prologado por El Cabrero, Fermin Muguruza y Fito Cabrales, amigos y en algún momento colaboradores de la banda.[cita requerida]
El libro tiene el formato de biografía y en él se recoge de forma exhaustiva la trayectoria de Reincidentes. Desde sus inicios cuando eran estudiantes de la por entonces convulsa Universidad de Sevilla, hasta la actualidad, en la que la banda se ha consolidado como una de las más importantes fuera de los circuitos musicales convencionales de España. Además, ha explorado el éxito internacional, atrayendo una creciente base de seguidores en América Latina.